# 西山 (徳島県)
西山（にしやま）は、徳島県那賀郡那賀町に位置する山である。標高1,326m。

## 地理・概要
旧那賀郡木頭村中央北よりにある山。地形図では折宇谷山の南へ張り出た尾根の1kmの地点に位置する。栩谷の中内集落からは西にそびえる山ではるが、地理上では折宇谷山の一部である。「木頭村誌」では、西山1,653m、北緯33°48'40"、東緯134°8'30"としているが、これは地形図の折宇谷山のことである。
地元では、中内集落の西方の山を全般に西山と呼んでいたのが、その頂上を折宇谷の名を取って山名とし、西山という普通名詞的な山名を中内集落から最も目立つ1ピークの名として固定したのが国土地理院の地図上ということになる。